# اللكمة (حريب القرامش)

تعديل مصدري - تعديل

اللكمة هي إحدى قرى عزلة بني سكران بمديرية حريب القرامش التابعة لمحافظة مأرب، بلغ تعداد سكانها 280 نسمة حسب تعداد اليمن لعام 2004.